# Isla Alejandro Selkirk
La isla Alejandro Selkirk, hasta 1966 llamada Más Afuera (a veces escrito Masafuera, apareciendo también en textos antiguos como isla de los Perros), es una pequeña isla de Chile que forma parte del archipiélago Juan Fernández. 
Tiene una superficie de 48 km². Destaca el cerro de los Inocentes, con una altura de 1320 m s. n. m., del cual descienden algunos pequeños arroyos. En la costa noroeste se destaca la playa del Buque Varado.

## Geografía

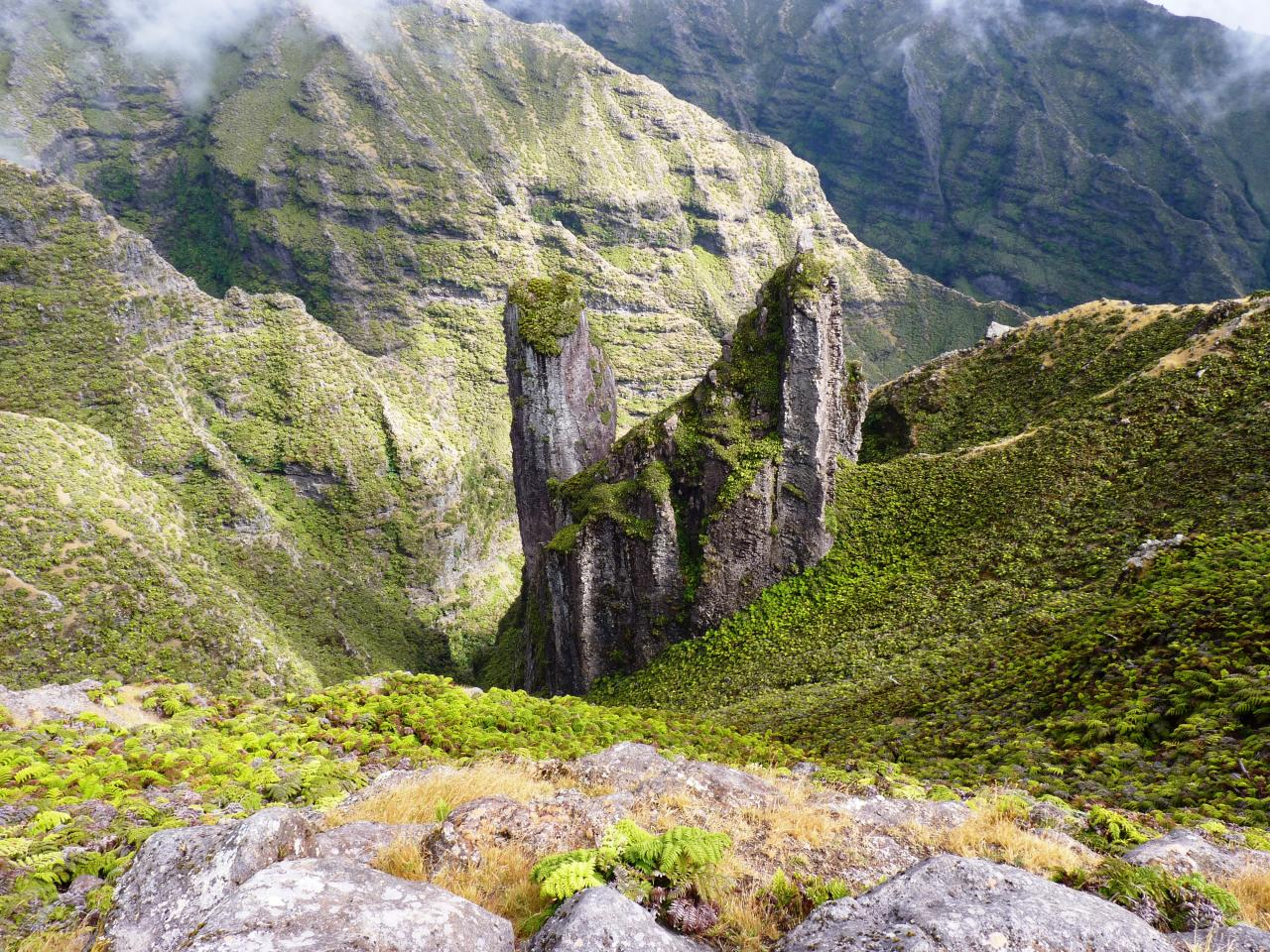
Tres Torres, formación ubicada en el nacimiento de la quebrada Las Vacas, a 1000 m s. n. m.

### Ubicación
La isla se encuentra a unos 165 km al oeste de las otras dos islas que componen el archipiélago de Juan Fernández; la isla Robinson Crusoe y la pequeña isla Santa Clara. Estas dos últimas apenas están separadas por un estrecho de unos 1,5 km de ancho, de manera que Selkirk es por mucho el punto más alejado y aislado del archipiélago. Debido a esta ubicación recibió su nombre tradicional de Más Afuera (a veces también registrado como «Masafuera»), en contraposición a la antigua Más a Tierra (Robinson Crusoe), mucho más próxima a la costa continental de Chile.

### Dimensión y forma
La isla tiene, a grandes rasgos, la forma de óvalo achatado, cuyos extremos están orientados en sentido norte-sur. Esta forma es irregular, interrumpiéndose sobre todo en la costa occidental por la presencia de una punta en la Lobería (Playa) del Buque Varado, al NO. A la altura de esa punta, el ancho máximo de la isla ronda los 7 km (este-oeste), pero en promedio es de entre 5 y 6 km. En tanto que el largo de la isla (norte-sur) bordea los 10 km (de Cabo Norte a Rodado del Sándalo).

### Relieve y topografía
La mayor parte de la costa está rodeada de acantilados y escarpes, que dejan angosto espacio para dos playas pedregosas principales: la llamada Playa Larga (al SO), en la que se ubica junto a la llamada Lobería Nueva, y a la Playa del Buque Varado (al NO), contigua a la denominada Lobería Vieja. Otras playas pedregosas menores son Playa Ancha (al SE), Tierras Blancas y Rodado del Sándalo (al S) además de la ubicada en la llamada "ensenada Toltén" (al N).

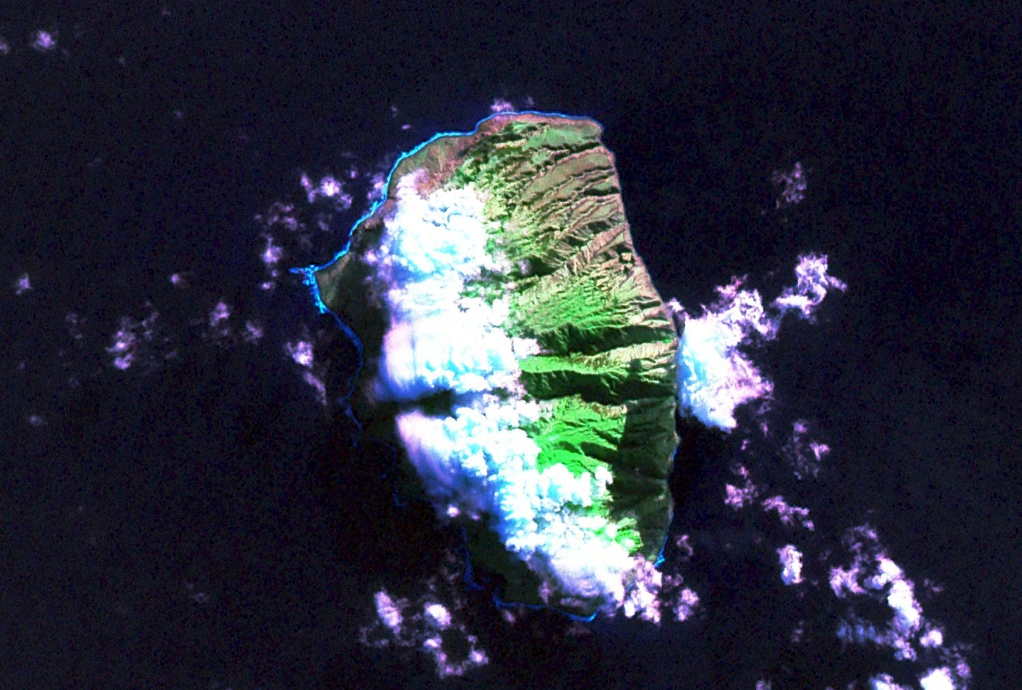
Fotografía satelital de la isla. Se aprecia como las cumbres del cordón occidental suelen atrapar las nubes (Foto: NASA).

La isla presenta sus máximas alturas en un cordón montañoso, que la recorre en forma paralela a la costa occidental. En este cordón destaca el Cerro de los Inocentes (1650 o 1320 m s. n. m., dependiendo de la fuente) que es el punto más alto todo el archipiélago de Juan Fernández. En comparación, en la isla Robinson Crusoe el Cerro El Yunque solo alcanza los 915 m s. n. m.
La cabecera norte del cordón montañoso es menos abrupta, formando una pequeña altiplanicie alargada, que es denominada a veces Avenida de las Cabras. A partir del cordón occidental también se desprenden una serie de profundas quebradas, orientadas principalmente hacia la costa oriental de la isla. Estos arroyos son (de norte a sur) Quebrada Larga, Q. Sánchez, Q. Negra, Q. Sandalito, Q. Sándalo, Q. Pasto, Q. Óvalo, Q. Mono, Q. Las Casas, Q. Chica, Q. Blindado, Q. Cabreros, Q. Vacas, Q. Inocentes, Q. Angosta y Q. Varadero. 
En la costa sur, en las inmediaciones de Playa Larga, se ubican una serie de delgadas cascadas que caen desde altos acantilados. Es el caso del Chorro Doña María y Chorro Floripa.

### Fondeaderos
No existe un puerto natural o bahía protegida en la costa de Selkirk, pero la desembocadura de Quebrada Las Casas es usada como caleta o embarcadero. También se puede anclar en Quebrada Sánchez, un poco más al norte (el sector es reconocible por una mancha blanca en los cerros). En Las Casas el fondo es arenoso, con profundidades de 31,1 m (102 pies) a 50 m (164 pies). En tanto, en Sánchez el fondeadero recomendado se ubica a 0,3 millas de la quebrada (en dirección ENE). Allí la profundidad del fondo va de los 40,2 m (132 pies) a 49,4 m (162 pies).

### Islas fantasmas
Según algunos discutidos reportes marítimos, a unos 59 km hacia el suroeste de esta isla afloraría casi a ras del agua el supuesto arrecife Sefton, y unos 47 km al noroeste la roca Yosemite, que no han sido halladas en rebusquedas de navegantes posteriores a quienes reportaron los supuestos hallazgos. Ambos roqueríos -para efectos prácticos- son considerados como islas fantasmas o falsos avistamientos, pues no aparecen en fotos satelitales ni en la batimetrías del fondo marino.

## Geología
La datación de las rocas de Selkirk se ubica en un periodo comprendido entre los 1 y 2 millones de años, esto es un tiempo geológico reciente, por lo que el surgimiento de la isla es datado por algunos autores en el Cuaternario. Dada tal juventud el terreno está poco erosionado existiendo acantilados de más de 1000 m, aunque este proceso se ha acelerado desde la introducción de cabras por los humanos, en el siglo XVI. 
La isla corresponde al flanco de un volcán en escudo, parte de una antigua estructura volcánica mayor. En el terreno puede reconocerse una secuencia lávica homoclinal (estratos con grados de inclinación similares). Solo las estrechas playas presentes en la base de algunos acantilados corresponden a un origen distinto: sedimentario y de remoción en masa de la piedra volcánica.

## Asentamiento humano
En la costa oriental actualmente hay un pequeño caserío y embarcadero, en la desembocadura de Quebrada Las Casas, llamado Rada La Colonia, donde se levantan poco más de una veintena de construcciones ligeras, una guardería de CONAF (Corporación Nacional Forestal), una cancha de fútbol y un pequeño cementerio. En ese sector se instala cada año una cincuentena de pescadores y familiares, provenientes de la Isla Robinson Crusoe. Llegan atraídos principalmente por la pesca de la langosta de Juan Fernández (Jasus frontalis). Estos pescadores permanecen en el lugar durante una temporada de 7 meses (1 de octubre al 1 de mayo), continuando con tradiciones familiares que ya completan al menos tres generaciones.
Los resultados preliminares del censo del 2012, adelantados por la prensa, señalan que en Selkirk hay 26 viviendas y habitan -en la temporada- 57 personas (28 hombres, 16 mujeres y 11 niños).
Los guardaparques también se trasladan temporalmente al lugar, completando aislados turnos de vigilancia de al menos 45 días, con el fin de proteger este sector del Parque Nacional Archipiélago de Juan Fernández. 
El caserío, debido a su ubicación en el desagüe de la estrecha quebrada, fue afectado por un aluvión en el 2002. También hay testimonio de que el poblado fue seriamente afectado por un tsunami que habría ocurrido por 1965.
En el sector de Lobería Sur existe un pequeño refugio para uso de los guardaparques. Un segundo refugio de CONAF se encuentra en el sector La Cuchara, una zona alta de lomas menos abruptas y planicies elevadas, que se ubica en la sección NO de la isla.

## Fauna

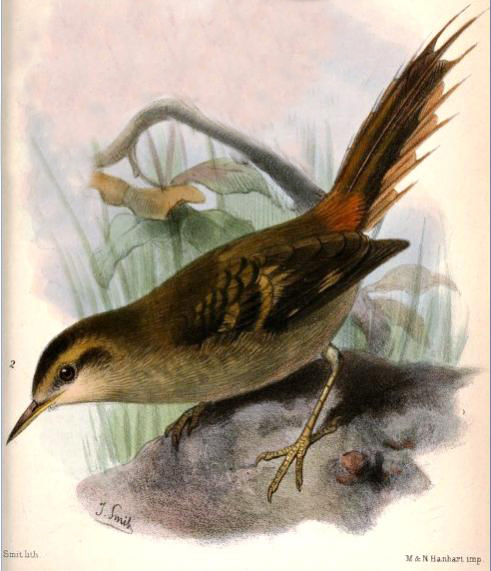
El rayadito de Más Afuera (Aphrastura masafuerae) se encuentra cerca de la extinción.

El lobo fino de Juan Fernández es el único mamífero endémico de Selkirk y el archipiélago. A finales del siglo XVII se cree que en esta isla y en Robinson Crusoe habitaban más de cuatro millones de ejemplares. Un censo de 1797 estimaba una población de 2 a 3 millones de estos lobos marinos. La especie fue cazada hasta casi su extinción en el siglo XIX (véase La fiebre de la piel de lobo en Más Afuera). De hecho, se creía extinta desde hace 100 años, hasta que en 1965 fueron encontrados 200 ejemplares en la isla. Desde entonces, la población ha crecido a un ritmo constante de 15-20% cada año.
El rayadito de Más Afuera, un pequeño pájaro terrestre, es también es endémico de Alejandro Selkirk. Se trata de una de las aves más raras de América del Sur, con una población estimada de 140 individuos. Esta cifra representa una tendencia decreciente, pues en 1986 se estimaba una población de 500 individuos. Se encontraría en riesgo serio de extinción.
Casi tan raro es el aguilucho de Más Afuera, también llamado "blindado". Pero la población de esta especie ha experimentado un incremento, subiendo de una estimación de 150 a 250 individuos. Se alimenta de carroña, crías de otras aves y roedores exóticos, introducidos accidentalmente. Algunos autores han dudado que sea una especie en propiedad, pese a presentar diferencias con otros aguiluchos en el plumaje.
La cabra de Juan Fernández, raza característica del archipiélago, fue introducida por los navegantes del siglo XVI. Desde entonces se ha asilvestrado en la isla. Roedores (introducidos accidentalmente) y gatos domésticos también se han asilvestrado. Cabras, ratas y gatos causan fuertes estragos en la flora y fauna nativa.

## Flora

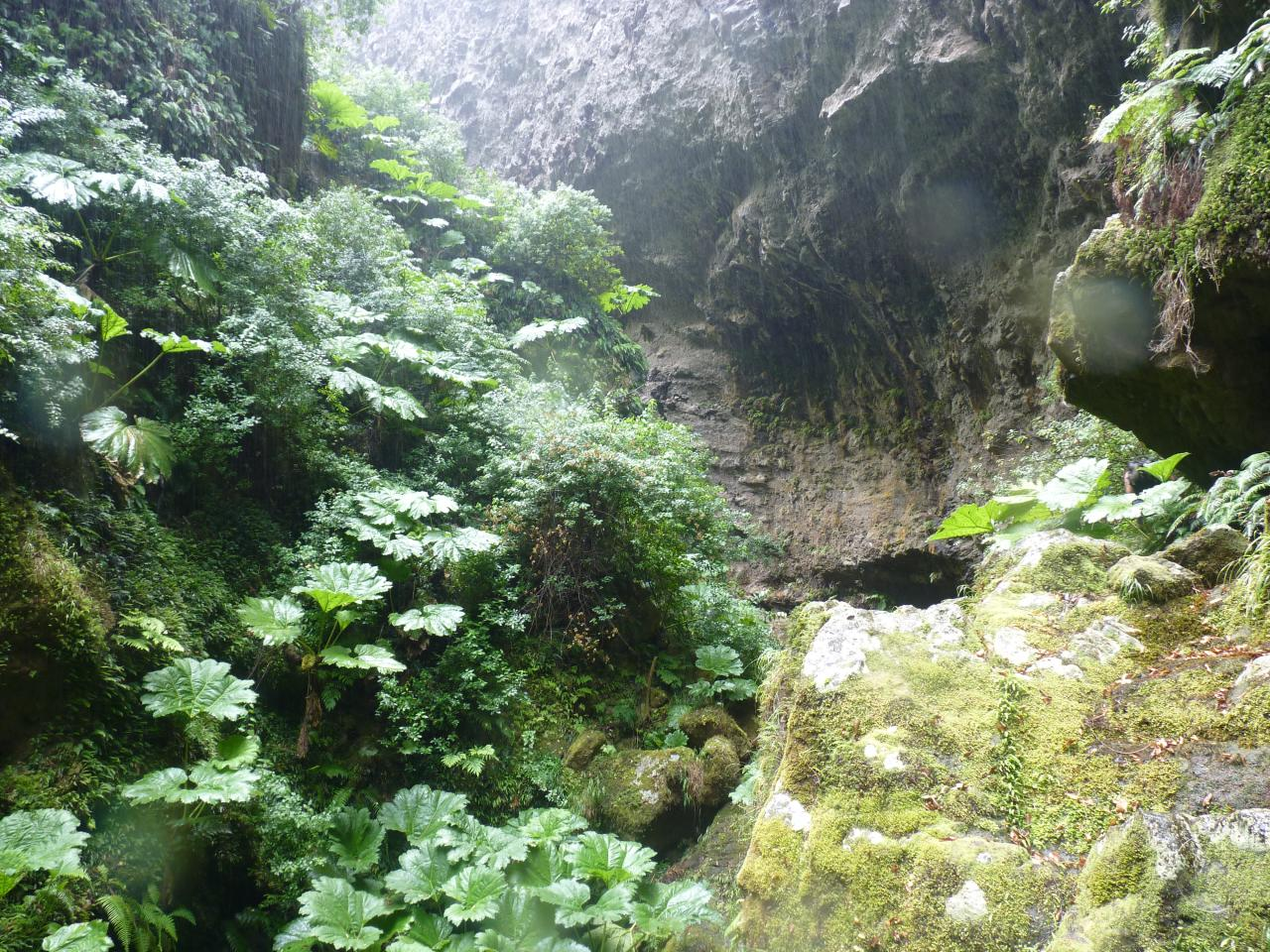
Quebrada Las Casas.

Desde el punto de vista botánico, la isla forma parte de la Región Fernandeciana del Reino Florístico Antártico. 
Existen al menos 25 especies de plantas endémicas de la isla. Algunas son compartidas con el resto del archipiélago. Muchas de estas poblaciones, extremadamente frágiles por su escaso rango de distribución en áreas específicas, se encuentran amenazadas por la presión del ramoneo de las cabras introducidas, la consiguiente erosión y los rodados, ocurridos tras lluvias torrenciales. La expansión de la zarzamora (Rubus ulmifolius), el maqui (Aristotelia chilensis) y especialmente la murtilla (Ugni molinae), que son consideradas plagas en todo el archipiélago, también es una amenaza para las raras especies locales.
Por ejemplo,  la especie llamada "colecillo" (Dendroseris macrophylla) se encuentra en riesgo crítico de extinción (sino extinta), considerando que en 1998 se pudo encontrar solo un individuo en Quebrada de las Casas
Otra especie que solo se encuentra en Selkirk es la Gavilea insularis, única orquídea hallada hasta ahora en el Archipiélago Juan Fernández. Fue colectada en 1956, en el cerro Correspondencia (ahora sector llamado “La Cuchara”), a 1200 m s. n. m. entre bosquecillos de Lophosoria quadripinnata. Fue descrita como especie en 1968 y redescubierta en la temporada 1997-98, cuando se hallaron 92 individuos en un área muy pequeña, bajo fuerte presión de las cabras asilvestradas.
Un árbol endémico de la isla es el denominado localmente naranjillo (Fagara externa), que también está considerado en peligro, debido al daño ocasionado por las cabras. Un censo reciente contabilizó menos de 1000 ejemplares adultos y escasos renovales.
También es endémica la Gunnera masafuerae, que habita principalmente en la profundidad de las quebradas de Selkirk y alcanza alturas de 5 metros, mayor a la nalca o Gunnera tinctoria, que habita en Chile continental. En tanto, la Dicksonia externa es un helecho de tamaño arbóreo (hasta 6 metros), ampliamente distribuido en las zonas altas de la isla. Otras plantas únicas de la isla son la Dendroseris regia, la Gamochaeta fernandeziana, la Gleichenia lepidota, y la Dendroseris macrophylla,

## Historia

### Primeros navegantes

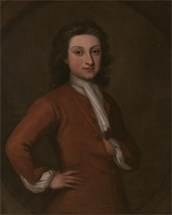
Philip Carteret, a quien se debe uno de los primeros mapas detallados de la isla.

El descubrimiento de la isla se le atribuye a marinero español, Juan Fernández, que descubrió el conjunto del archipiélago en 1574. Hallazgo debido a la ruta nueva explorada por él entre Perú y Chile, que -internándose en el océano- evitaba la fuerza contraria de la corriente de Humboldt y reducía el tiempo de viaje hacia el sur.
En marzo de 1616 los exploradores holandeses Jacob Le Maire y Willem Schouten fueron los primeros europeos no españoles en avistar Más Afuera. Pareciéndoles un lugar poco prometedor y una costa poco abrigada, no desembarcaron y se dirigieron a Más a Tierra, donde encontraron un puerto protegido. Alonso Ovalle resume el paso de estos navegantes por Más Afuera en su obra de 1646: "La (isla) menor, que es la occidental, (Más Afuera) les pareció estéril, según la vieron cubierta de ásperos montes y cerros, aunque que como no saltaron en ella, no pudieron hacer juicio desde dentro".
En 1675, el almirante español Antonio de Vea visitó el archipiélago desembarcando mastines en islas, para que dieran cuenta de las cabras, que eran utilizadas como fuente de alimento por los corsarios que asolaban las costas americanas. Este pudiera ser el remoto origen del nombre antiguo "Isla de los Perros" que se dio alguna vez a Más Afuera. Vea también hizo un reconocimiento hidrográfico del archipiélago.
En 1741, la escuadra inglesa comandada por George Anson, que estaba fondeada en Más a Tierra, envío al buque de apoyo HMS Tryal (un sloop que era comandado desde una anterior recalada en Puerto San Julián por el oficial Charles Sounders) para que reconociera Más Afuera. Allí vieron que la isla estaba cubierta de selvas y contaba con arroyos que se precipitaban al mar. Había mayor número de cabras que en la isla principal, "más tranquilas de lo que acostumbra ser este animal en estado silvestre". Pero estimaron que el fondeadero era complejo y poco seguro.
El 7 de enero de 1743 los navegantes españoles Jorge Juan y Antonio de Ulloa recalaron en Más Afuera. Habían sido enviados a perseguir a Anson, pero como este ya no estaba, los ilustrados marinos-científicos, se dedicaron a estudiar el archipiélago y levantar mapas.
En 1767 el oficial inglés Philip Carteret, antiguo teniente de la expedición de John Byron, llegó al archipiélago capitaneando el  HMS Swallow (Golondrina) en misión de circunnavegar el mundo. Primero se acercó a Más a Tierra, pero al ver que los españoles habían instalado un fuerte allí, puso proa a Más Afuera. A partir de este momento Más a Tierra dejó de ser un embarcadero seguro para buques ingleses y de otras banderas, que la habían venido ocupado frecuentemente. En lo sucesivo Más Afuera cumplió ese rol de cala libre. En la isla, Carteret se reaprovisionó de agua y algunos víveres, aprovechando de realizar reparaciones en su barco. Esta expedición fue importante además, pues a ella se debieron mapas detallados del lugar.

### La fiebre por los cueros de lobos marinos de Más Afuera

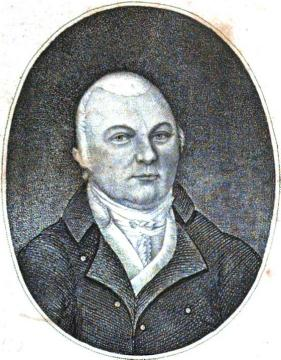
Amasa Delano, uno de los capitanes estadounidenses que participó en la etapa más intensa de la cacería de lobos marinos en Más Afuera. Dejó registro de la actividad en sus memorias publicadas en 1817.

Entre fines del siglo XVIII y principios del siglo XIX, la Isla Más Afuera se convirtió en un concurrido fondeadero de balleneros y buques loberos, sobre todo de EE. UU.. Los primeros concurrían por la necesidad de reabastecerse de agua dulce o, simplemente, por el imperativo de recalar, al no poder hacerlo libremente en puertos de las colonias españolas sudamericanas. En el caso de los loberos, iban a directamente a cazar, aprovechando las abundantes colonias de lobo fino de Juan Fernández, cuyas pieles comerciaban en Cantón (China), con el fin de adquirir mercadería china vendible en puertos occidentales (manufacturas). Esta actividad de explotación de lobos de Más Afuera tuvo su momento álgido entre 1793 y 1807. 

"Cuando los norteamericanos llegaron a esta isla (Más Afuera) y empezaron el negocio de matar lobos, no hay duda de que había 2 o 3 millones de animales en la isla. He hecho el cálculo de que más de tres millones de cueros han sido embarcadas para Cantón en el espacio de siete años (1797-1804)".
Amasa Delano, capitán norteamericano, 1817.

La cifra calculada por otro capitán de esas flotas, Benjamín Morrel, se empina a los tres millones y medio de pieles para 1807, cuando "el negocio comienza a decaer". El investigador chileno Eugenio Pereira Salas hizo una estimación, basado en su estudio de archivos marítimos, cifrándolo en 2.886.000 cueros de lobos marinos llevados de Más Afuera a Cantón. No era raro que un solo barco, como el Neptune en 1801, acumulara en bodegas 77.000 pieles de lobo durante su visita a la isla.
Este negocio estadounidense abrió también el apetito comercial de la elite colonial chilena. En 1802 un vecino de Santiago, Manuel de Undurraga, solicitaba autorización para iniciar un negocio a imitación del que explotaban los loberos extranjeros. Esto es, emprender el "laboreo y acopio de pieles de lobos marinos en la isla de Más Afuera de Juan Fernández y demás islas y tierra firme de los mares del sur y su envío a la China". Claro que esta solicitud chocó frontalmente con la burocracia colonial y las complejas normativas españolas.
En medio de esta fiebre, en 1802 la goleta norteamericana Nancy llegó a secuestrar 12 hombres y 10 mujeres entre los nativos de Isla de Pascua, con el fin de obligarlos a trabajar como esclavos en las faenas que realizarían en Más Afuera. Los hombres prefirieron lanzarse al agua en alta mar, mientras que el destino último de las mujeres se desconoce.
Toda esta explotación llevó a la casi total extinción del lobo fino de Juan Fernández. De hecho, entre fines del XIX y 1965 se le creyó extinto, hasta que una población de 200 fue redescubierta en Más Afuera.

### Presidio

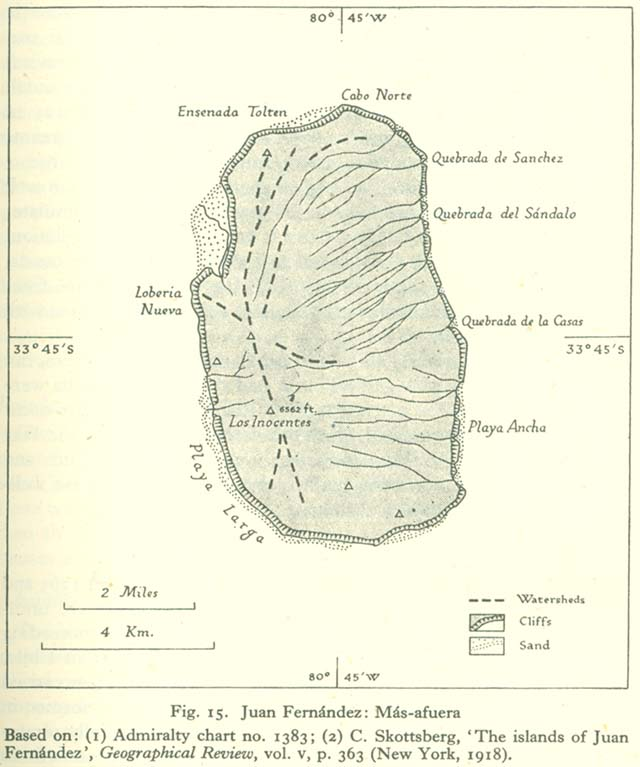
Mapa de la isla (1918).

Por un documento firmado por Diego Portales se sabe que al 28 de enero de 1836 había cuatro presidiarios aislados en Más Afuera, que llevaban ocho o nueve meses sin recibir víveres ni comunicación. O al menos el triministro creía que esa era la situación al momento de escribir -en esa fecha- una orden para que fueran reubicados en Más a Tierra la próxima vez que un buque visitara las islas. No se tiene noticia de las identidades de esos cuatro solitarios prisioneros, pero se sabe que la isla principal (Más a Tierra), era usada en esa fecha para confinar disidentes políticos del bando liberal. En septiembre de ese año 1836, el mismo triministro Portales, a través del comandante de marina Ramón Cavareda, ordenaba a su vez desembarcar en la isla Más Afuera a un único presidiario y recoger a los demás que estuvieran todavía en el lugar. Este único prisionero relegado a vivir en completa soledad en Más Afuera era el pipiolo Nicolás Pradel, director de El Barómetro, un periódico de oposición que sin sumar mucho más que 40 números había funcionado hasta agosto del mismo año. En ese medio, opuesto a la Guerra de la Confederación, publicó su primer artículo el célebre intelectual chileno José Victorino Lastarria.

#### 1909: Experimento de colonia penal agrícola
En 1909, durante el gobierno de Pedro Montt, se estableció un presidio agrícola en Más Afuera, por decreto del Ministerio de Justicia N.º 2961 del 23 de noviembre de 1908, y se estableció el 29 de abril de 1909, con la llegada de 60 reos comunes a la isla. El establecimiento alcanzó una población máxima de 190 presos. El presidio era asistido por la goleta Alejandro Selkirk, que transportaba presidiarios y vituallas desde el continente, hasta que ésta naufragó. A raíz del inconveniente logístico suscitado por el naufragio, de la dificultad cultivar en la isla y de desórdenes internos, este penal fue disuelto en 1913. Finalmente se le concedieron indultos y rebajas de penas a quienes pasaron por él.

#### 1927: Prisión política en la dictadura de Ibáñez

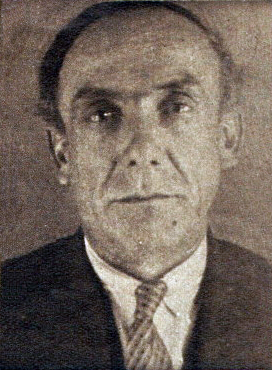
Elías Lafferte (en foto de 1938). Este dirigente comunista y futuro candidato presidencial fue uno de los prisioneros políticos relegados a Selkirk en 1927.

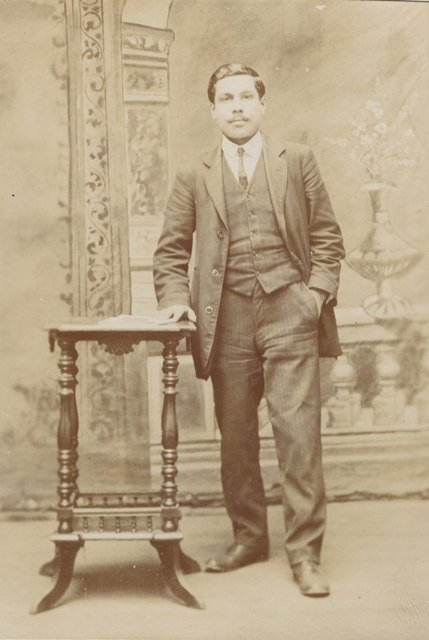
Pedro Nolasco Arratia Urrutia

En 1927, durante la dictadura del coronel Carlos Ibáñez Del Campo nuevamente se habilitó la isla como presidio, ahora compartido por presos políticos y comunes, custodiados por unos 25 carabineros. Los presos debieron acomodarse en una casa abandonada que había quedado del experimento de años atrás. También quedaban tres burros "viejos y célibes", que compartían la isla con una 15 mil especímenes de cabra de Juan Fernández.
Entre los prisioneros políticos se encontraban: dirigentes como Elías Lafferte, Roberto Yungue, Gaspar Mora, Braulio León Peña,  Alberto Baloffet, Eugenio González Rojas, Luis Heredia, Rojas Marín, Juan Chacón Corona, Pedro Arratia y Castor Vilarín. Los prisioneros, con la ayuda de un reducido grupo de obreros y contratistas repararon y alistaron barracones, construyeron una especie de sistema de alcantarillado y una cancha de fútbol. 
En enero de 1928, cuando el transporte Águila desembarcaba prisioneros en el sector de Toltén, al norte de la isla, la marejada dio vuelta un bote, ocasionando la muerte de dos marineros y cinco carabineros, que cargados de armas y correajes no pudieron salvarse, como sí lo hicieron cuatro presos comunes y un carabinero. Los cuerpos fueron rescatados con la ayuda de los relegados. En ese mismo viaje del Águila quedó un bote averiado en la isla, que el dirigente sindical comunista Castor Vilarín, junto otros seis prisioneros anarquistas, comenzaron a probar dedicándose a la pesca. Vilarín con sus compañeros intentaron fugarse en esta frágil embarcación de la isla, con la ayuda de una improvisada vela y algunos víveres que habían acumulado en Alto de la Vaca. Nunca más se supo de ellos, por lo que se estima que murieron en el intento.
En 1927 el penal contaba con una población de 100 presos políticos y algunos comunes. En 1929, de los presos 10 eran políticos y 164 comunes. La experiencia vivida en este lugar fue la que inspiró a Eugenio González Rojas, futuro ministro de Educación y senador, la escritura de su novela "Más Afuera", publicada originalmente en 1930 (reeditada en 1997), la que, junto con otros relatos de los ex prisioneros y la caída de Ibáñez, provocaron el cierre definitivo del penal. El poeta y periodista Roberto Meza Fuentes, también preso político en la isla, escribió un relato periodístico sobre su cautiverio, publicado originalmente en el diario Las Últimas Noticias (1931), recientemente reeditadas como libro: Los trágicos días de Más Afuera (2006). 
González Rojas y Meza Fuentes, casualmente ambos expresidentes de la FECH (1922 y 1923, respectivamente), eran (de acuerdo a la versión de Elías Lafertte) quizá los únicos relegados que no pertenecían a la clase obrera en la isla. González quedó profundamente disconforme con las crónicas del segundo sobre la reclusión en Más Afuera, de manera que lo retó a duelo, pero éste no llegó a realizarse por la intercesión de un tribunal de honor, presidido por Carlos Alberto Martínez, ministro de Tierras y Colonización en 1931, que había estado a su vez relegado en Tierra Amarilla en tiempos de Ibáñez.
Tras el cierre de la colonia penal, los pescadores de Más a Tierra comenzaron a usar las instalaciones penitenciaras abandonadas para alojarse durante largas temporadas de captura de la langosta, como hacen hasta hoy. Ese es el origen del pequeño poblado que existe en Quebrada Las Casas.

### 1966: Cambio de nombre
Hasta 1966 la isla se llamaba Más Afuera. En esa época la escritora y pintora uruguaya Blanca Luz Brum, residente en las islas, inició una campaña para renombrar las dos ínsulas principales del archipiélago. Esto se obtuvo a través de una carta enviada al presidente de Chile de ese entonces, Eduardo Frei Montalva.
El nombre actual de esta isla evoca al marinero escocés Alexander Selkirk quien en el siglo XVIII, ante sus actos de rebeldía, fue dejado en la otra isla principal del archipiélago (la actual isla Robinson Crusoe, antes "Más a Tierra"), por un buque inglés; la auténtica historia de Selkirk inspiró a Daniel Defoe para escribir la célebre novela Robinson Crusoe.